# Nesiacarus granulatus
Nesiacarus granulatus är en kvalsterart som beskrevs av Hammer 1972. Nesiacarus granulatus ingår i släktet Nesiacarus och familjen Lohmanniidae. Inga underarter finns listade i Catalogue of Life.